# Antwine Williams
Antwine Cyprian Williams (* 15. Mai 1975 in Seattle) ist ein ehemaliger US-amerikanischer Basketballspieler.

## Werdegang
Williams spielte Basketball an der Franklin Pierce High School nahe Seattle im US-Bundesstaat Washington und war an der Schule Mannschaftskamerad von Jason Terry. Hernach besuchte er ein Junior College, 1996 wechselte er an die University of Northern Colorado. Bis 1998 erzielte Williams insgesamt 1072 Punkte für die Hochschulmannschaft.
Im Vorfeld der Saison 2000/01 wurde Williams vom deutschen Zweitligisten Schwelmer Baskets verpflichtet. In der Saison 2002/03 wurde er mit Schwelm Zweiter der 2. Bundesliga Nord und war mit 24,5 Punkte je Begegnung viertbester Korbschütze der Spielklasse. 2004 führte er Schwelm mit einem Punkteschnitt von 21,4 je Begegnung zum Gewinn der Meisterschaft in der 2. Bundesliga Nord.
Williams verließ Schwelm nach dem Erfolg und spielte in der Saison 2004/05 beim italienischen Zweitligisten G.S. Robur Osimo. In der Spielzeit 2005/06 stand er beim deutschen Bundesligisten Tigers Tübingen unter Vertrag, war Leistungsträger der Mannschaft und erzielte in 27 Spielen im Schnitt 12,4 Punkte. Im Dezember 2005 baute Williams mit 0,9 Promille Alkohol im Blut einen Unfall auf der Autobahn und erhielt von den Tübingern eine Geldstrafe.
Ab 2008 war er Spieler des brasilianischen Vereins Ciser/Araldite/Univille Joinville. Er trat mit Joinville auch im Südamerikapokal der Landesmeister an. Im August 2010 wurde er vom finnischen Meister Tampereen Pyrintö verpflichtet. Er half mit, dass die Mannschaft 2011 ihren Meistertitel verteidigte, zu dem Erfolg trug Williams im Schnitt 16,5 Punkte je Ligaeinsatz bei. Im Europapokalwettbewerb EuroChallenge war er mit Tampereen Pyrintö in der Saison 2011/12 vertreten. Nach zwei Jahren in Tampere wechselte Williams 2012 innerhalb der finnischen Korisliiga zu KTP Basket in die Stadt Kotka. Seine letzte Saison als Berufsbasketballspieler brachte er 2013/14 bei Kauhajoen Karhu (ebenfalls Finnland) zu.